# Christinalaan

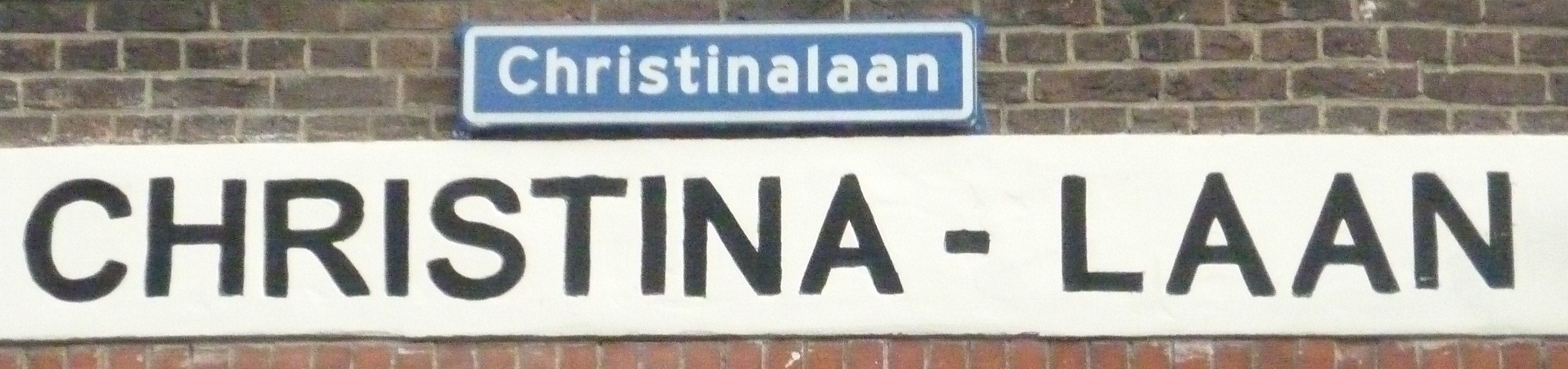

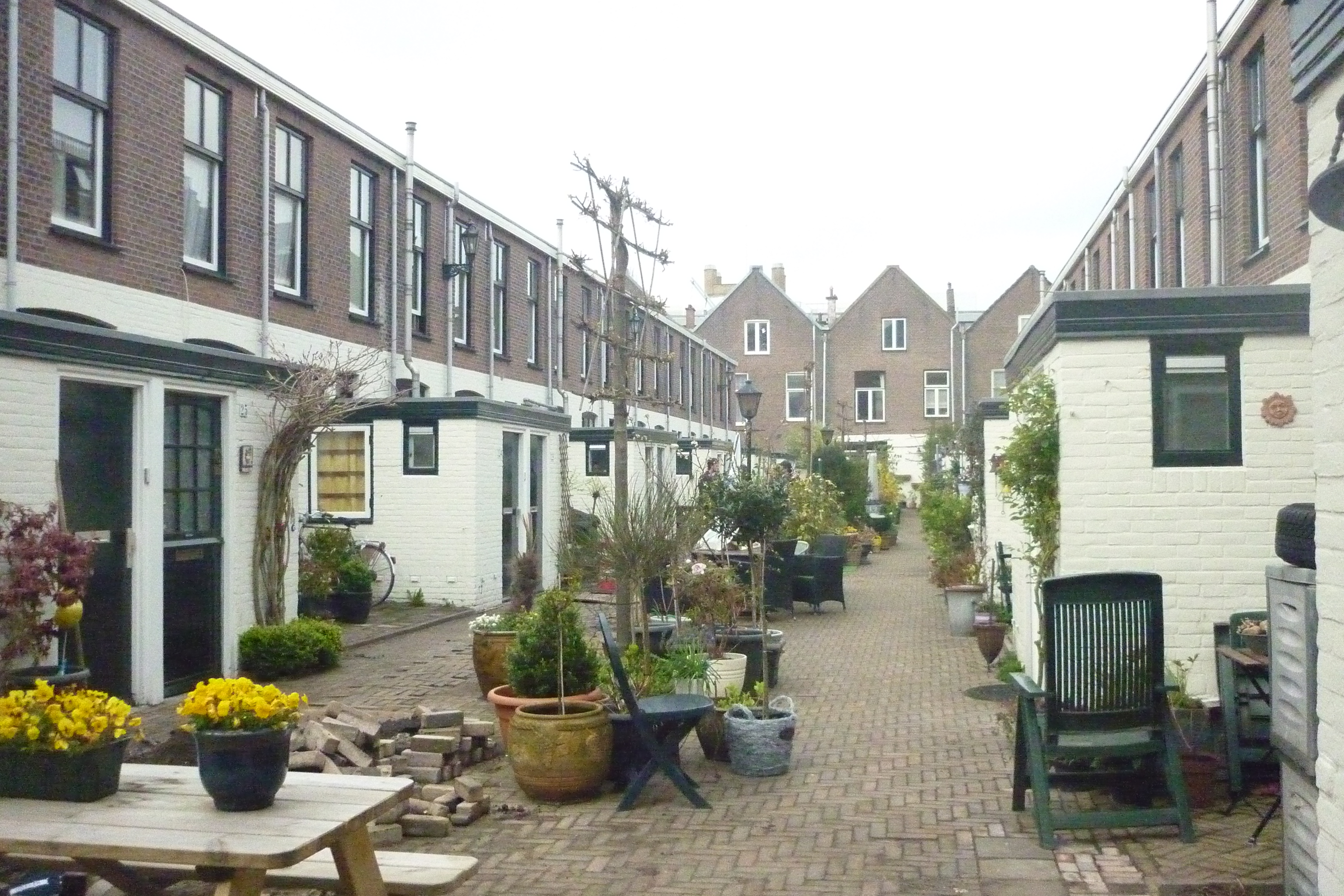

De Christinalaan is een hofje in de buurt Willemspark in Den Haag. De toegang van het hofje is aan de Cantaloupenburg.

## Geschiedenis en beschrijving
Het hofje werd gesticht door A.J. Kooper, zoals te zien is op een gedenksteen. Het werd in 1913 gebouwd en bestond uit twee rijen huisjes: een rij aan de Kerkstraat en een rij erachter. Na de Eerste Wereldoorlog werd de rij aan de Kerkstraat weer afgebroken. De andere rij kreeg een verdieping met een plat dak in plaats van de zolderruimte onder de schuine kap. Zo zien de huisjes er nog steeds uit. Het huidige hofje bestaat uit 40 woningen, die ieder een benedenverdieping met een woonkamer en (meestal) keuken hebben en boven een slaapkamer met douchekamer.
Het hofje is geregistreerd als beschermd stadsgezicht.